# Oxira cynica
Oxira cynica là một loài bướm đêm trong họ Noctuidae.